# Dambuster Studios
Deep Silver Dambuster Studios je britský vývojář videoher se sídlem v Nottinghamu. Studio bylo založeno 30. července 2014 společností Deep Silver.

## Historie
Společnost Dambuster Studios byla založena 30. července 2014. Její předchůdce, společnost Crytek UK (dříve známá jako Free Radical Design), byla dceřinou společností Cryteku. Společnost Crytek se v roce 2014 dostala do finanční krize a nebyla schopna vyplácet mzdy zaměstnancům Cryteku UK. Společnost Crytek UK v té době pracovala na projektu Homefront: The Revolution, ale Crytek se rozhodl prodat tuto herní sérii společnosti Deep Silver a tím bylo studio uzavřeno. Většina jeho zaměstnanců byla v souladu s britskými zákony přesunuta do studia Dambuster Studios, které založila společnost Deep Silver, aby se mohlo pokračovat ve vývoji hry Homefront: The Revolution. Dambuster Studios je po Volition a Fishlabs třetím vývojářským týmem společnosti Deep Silver. V srpnu 2019 převzala společnost Dambuster Studios od společnosti Sumo Digital vývoj hry Dead Island 2.

## Vyvinuté tituly
| Rok  | Název                     | Platformy                                                                          | Vydavatel |
| ---- | ------------------------- | ---------------------------------------------------------------------------------- | --------- |
| 2016 | Homefront: The Revolution | PlayStation 4, Microsoft Windows, Xbox One                                         | Volition  |
| 2021 | Chorus                    | PlayStation 4, PlayStation 5, Stadia, Microsoft Windows, Xbox One, Xbox Series X/S | Volition  |
| 2023 | Dead Island 2             | PlayStation 4, PlayStation 5, Microsoft Windows, Xbox One, Xbox Series X/S         | Volition  |